# Thomas Guy
Pour les articles homonymes, voir Thomas Guy (acteur) et Guy.
Thomas Guy (1644-1724), le fondateur du Guy's Hospital de Londres, est le fils d'un éclairagiste et marchand de charbon de Southwark.

## Biographie
Après huit années d'apprentissage chez un libraire il s'installe à son propre compte en 1668. Il vend surtout des Bibles, qui pendant des années avaient souffert d'une impression de médiocre qualité en Angleterre. Il commence donc par les importer de Hollande, mais obtient par la suite de l'Université d'Oxford le privilège de les imprimer. C'est de cette manière, et grâce à un mode de vie extrêmement sobre et à des investissements en obligations du gouvernement, qu'il finit par s'enrichir.
En 1707 il fait construire trois services du St Thomas' Hospital, dont il tire par la suite des bénéfices. Au prix de 18 793 livres et 16 shillings, il fait construire le Guy's Hospital, en laissant un fonds de garantie de 219 499 livres. Il se porte aussi caution pour le Christ's Hospital à hauteur de 400 livres par an, et en 1678 pour des hospices à Tamworth, lieu de naissance de sa mère, qu'il représente au parlement de 1695 à 1707.
La vente de la totalité de ses souscriptions de la Compagnie des mers du sud juste avant le Krach de 1720 le met à la tête d'une immense fortune.
Il meurt célibataire le 17 décembre 1724. Le reste de ses avoirs, qui revint à des parents lointains, s'élevait à environ 80 000 livres.